# 三木サービスエリア

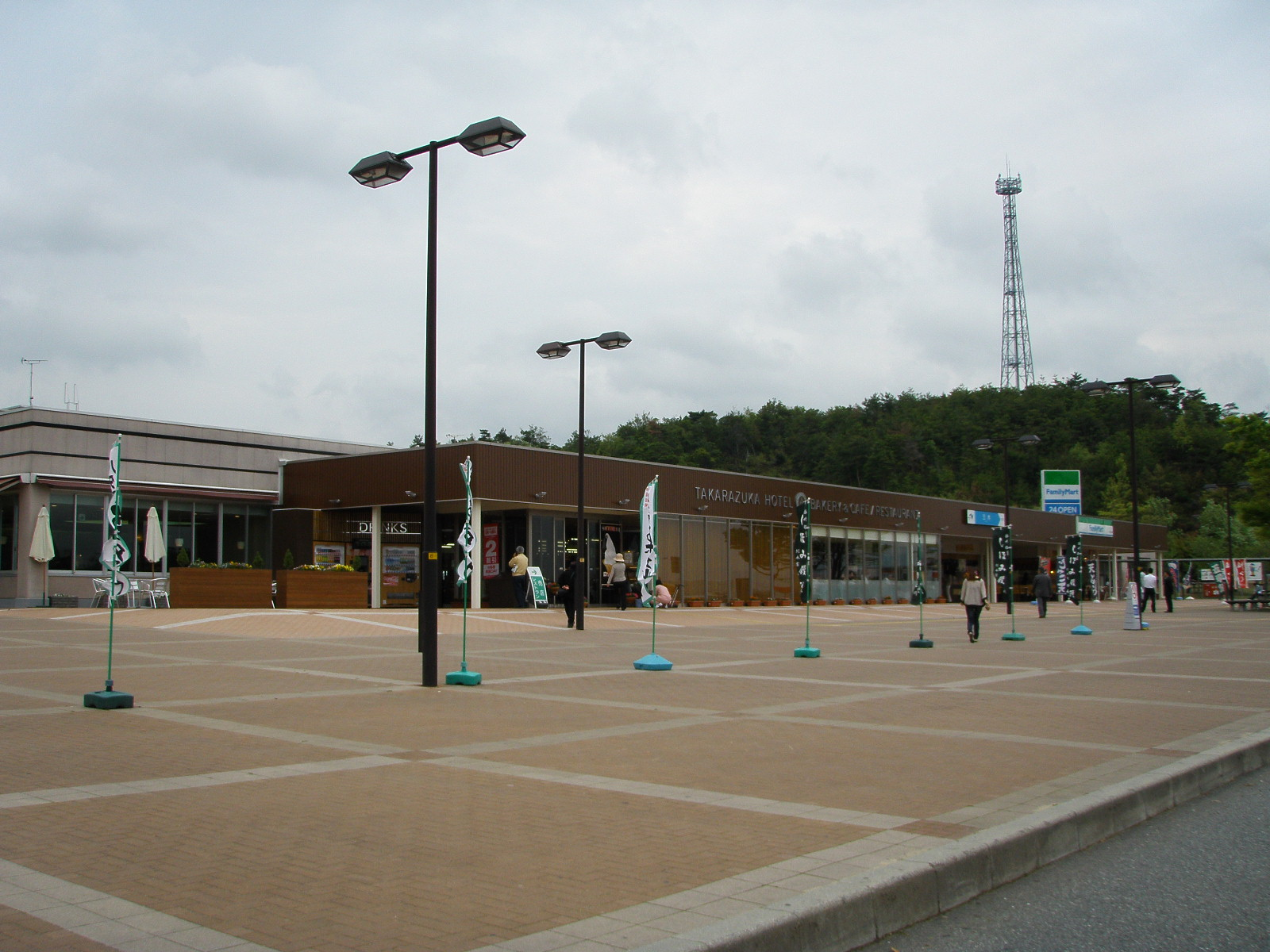
上り線の施設

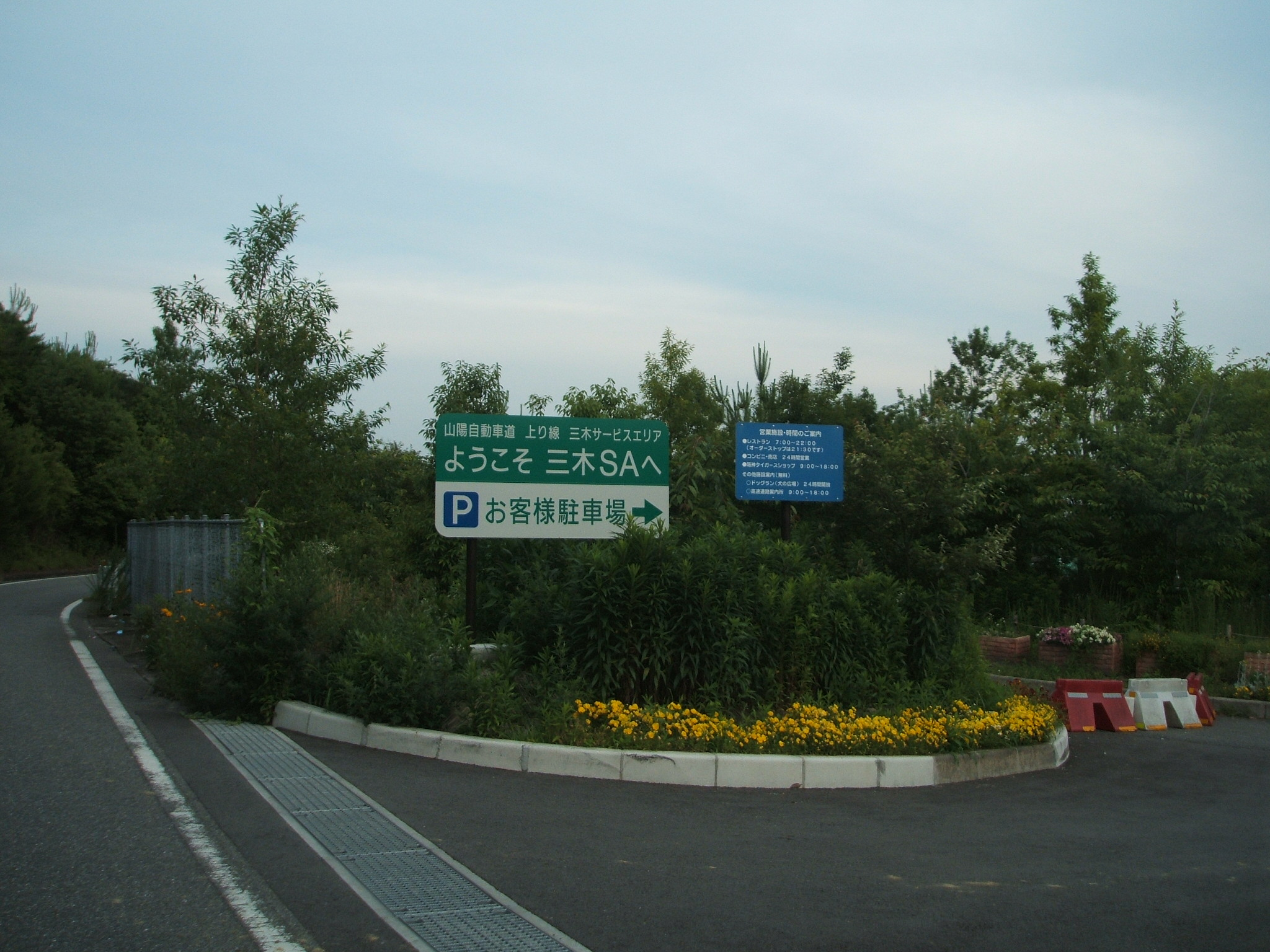
上り線側一般道からの出入口

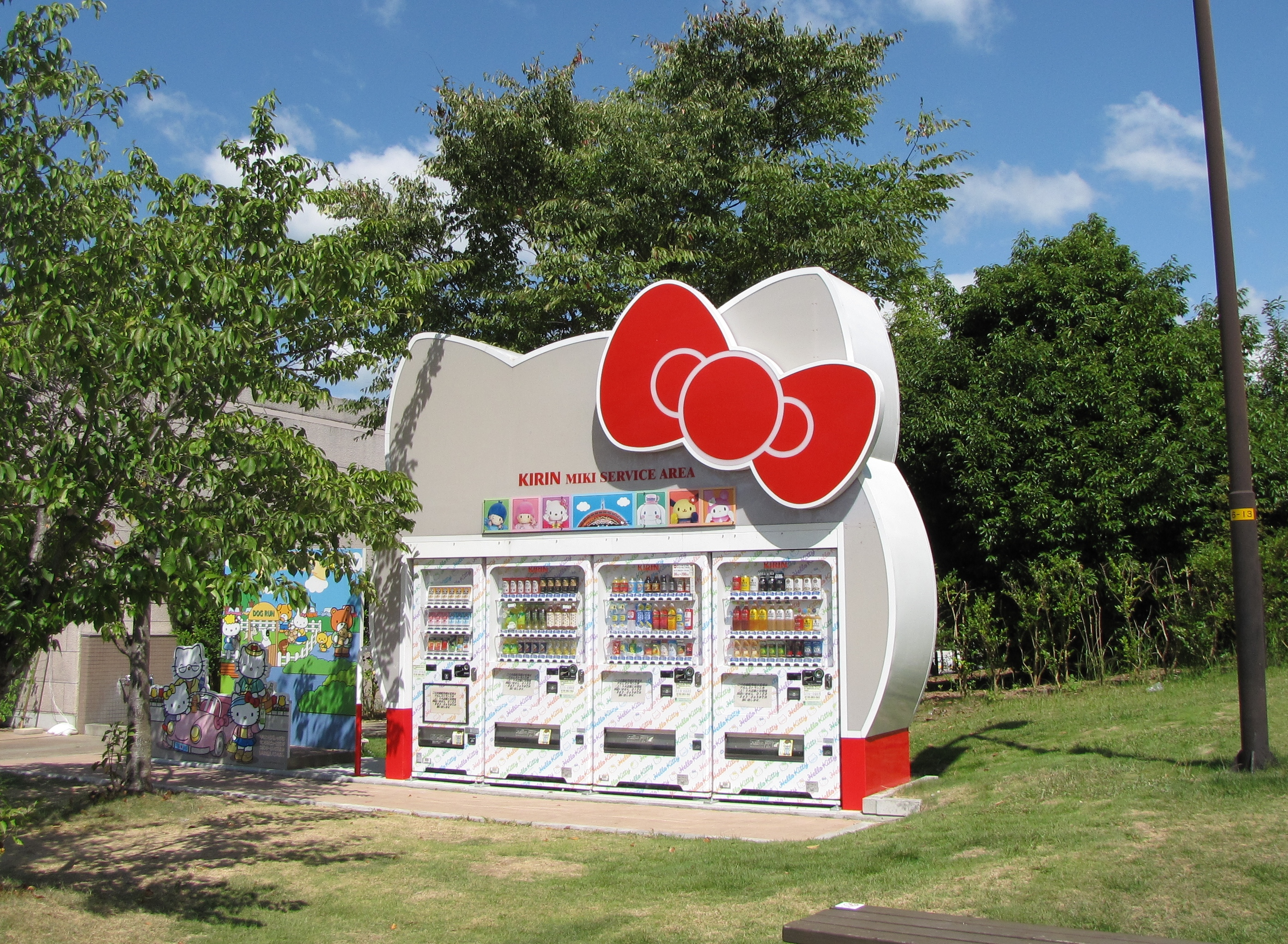
コラボレーションハローキティ販売機

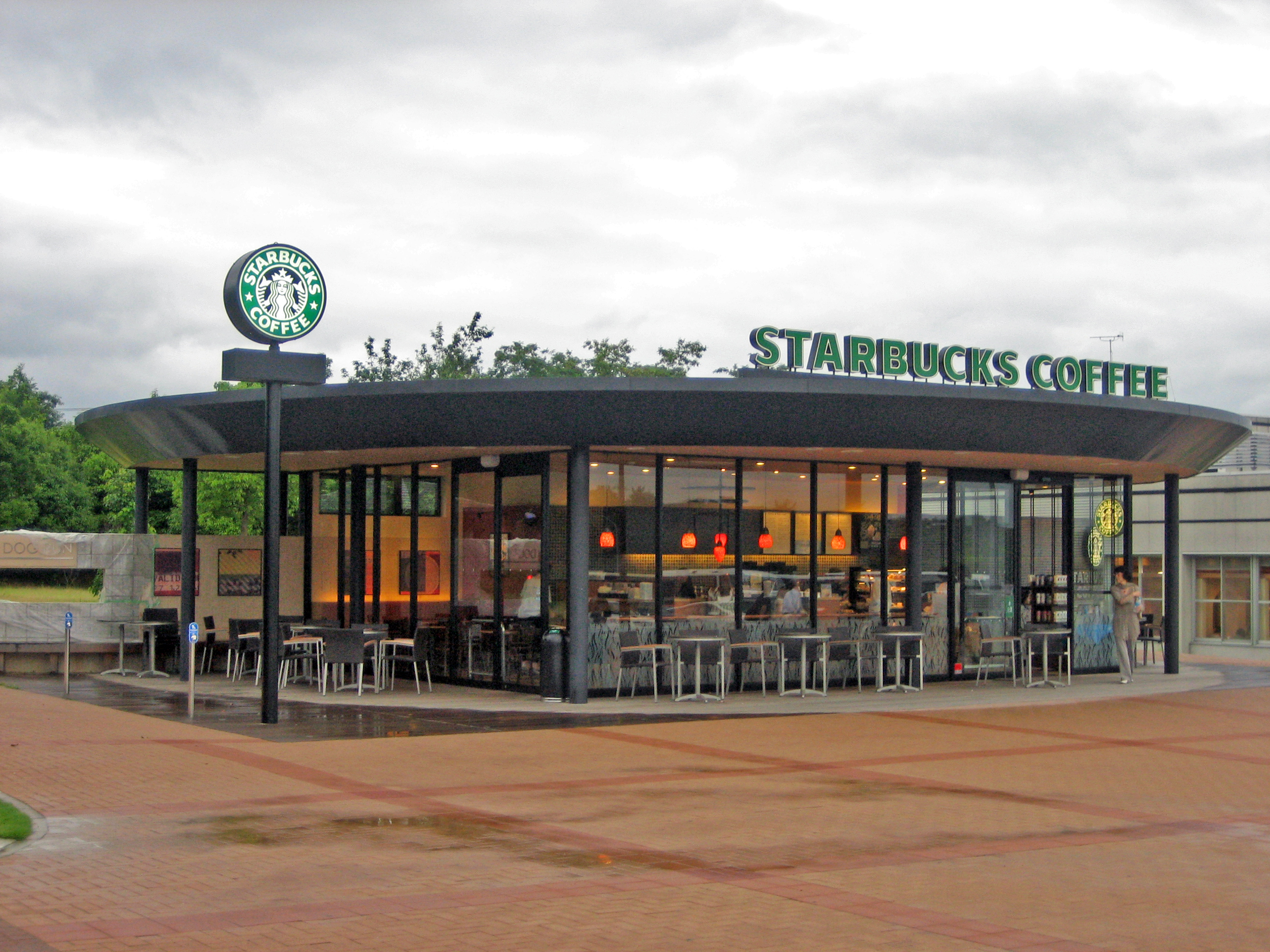
スターバックス三木サービスエリア店

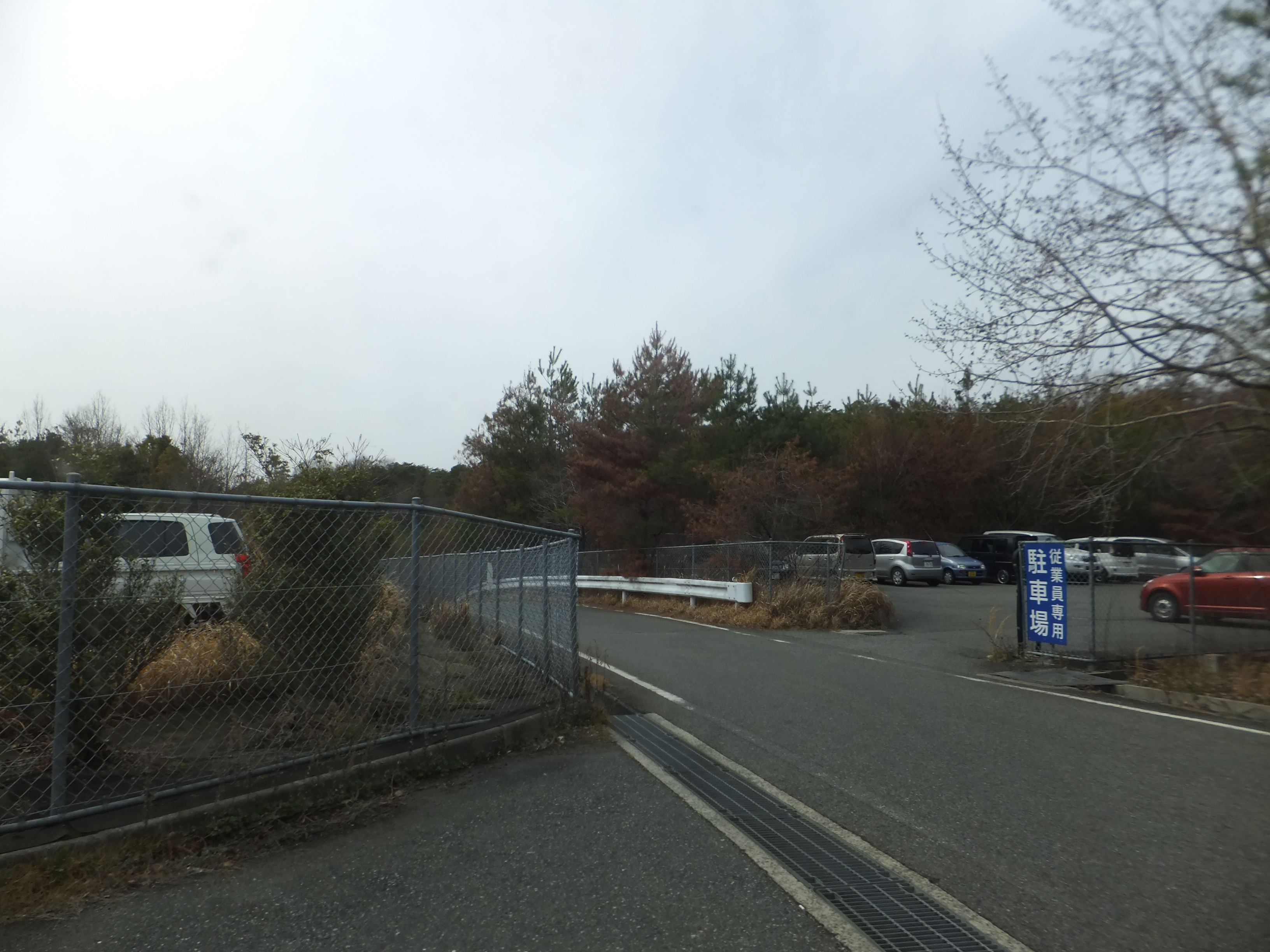
一般道路側からの出入り口

三木サービスエリア（みきサービスエリア）は、兵庫県三木市の山陽自動車道上にあるサービスエリア。

## 概要
上り線は三木市大村、下り線は三木市加佐にある。日本標準時子午線に一番近いサービスエリアでもある。
上下線ともウェルカムゲート（24時間通行可能）を通して一般道路から利用できる。

## 歴史
- 1996年（平成8年）11月14日：山陽自動車道の神戸JCT - 三木小野IC間の開通とともに供用開始。当初は山陽道自体が三木小野インターチェンジまでしか開通していなかったため、トイレのみのSAであった。山陽自動車道全通後も神戸淡路鳴門自動車道開通までは、トイレのみのSAであった。
- 1998年（平成10年）4月5日：明石海峡大橋開通に伴い、ハイウェイショップ・スナックコーナー・レストラン・ガソリンスタンド・ファーストフード店（上り線ケンタッキーフライドチキン、下り線ロッテリア）を供用開始。なお関西地方の高速道路休憩所にファーストフードが出店するのは、三木SAが最初である。
- 2004年（平成16年）
  - 5月31日：上り線にあったケンタッキーフライドチキンが閉店。
  - 8月3日：上り線にファミリーマートが開店。
- 2007年（平成19年）10月1日：上り線のガソリンスタンドをキグナス石油から出光興産（西日本宇佐美）へ変更。
- 2008年（平成20年）1月31日：下り線にスターバックスコーヒーが開店。ウェルカムゲートを設置。
- 2009年（平成21年）3月1日：下り線のガソリンスタンドをエクソンモービル(ESSO)からJOMO（西日本宇佐美）へ変更し、セルフ式のガソリンスタンドになる。また上り線にもスターバックスコーヒーが開店。
- 2011年（平成23年）11月　トイレがリニューアル
- 2016年（平成28年）4月1日：上り線のメインテナントを阪急阪神ホテルズからシンエーフーヅへ変更し、営業が開始された。
- 2018年（平成30年）3月31日：ファミリーマートが閉店[1]。
- 2018年（平成30年）4月27日：セブンイレブンが開店[2]。
- 2020年（令和2年）10月23日：当SAにスマートインターチェンジを併設する事業が国土交通省より新規事業化[3]。

## 施設

### 上り線（大阪・京都方面）
- 駐車場[4]
  - 大型：73台
  - 小型：135台
  - 二輪：8台
  - トレーラー：5台
  - 身障者用
    - 大型：1台
    - 小型：5台
- トイレ[4]
  - 男性：大9（和式3・洋式6）・小28
  - 女性：34（和式6・洋式28）
  - 身障者用：2
  - ファミリートイレ１
- グルメ[4]
  - レストラン（平日：11:00 - 21:30・土日祝：7:00 - 21:30共にラストオーダー21:00）
  - スナックコーナー・フードコート（24時間）
  - スターバックスコーヒー（7:00 - 22:00）
  - ベーカリー&カフェデルパパ（8:00 - 18:00）
- ショッピング[4]
  - ショッピングコーナー（24時間）
  - コンビニエンスストア「セブン-イレブン」（24時間）[5]
    - ATM「セブン銀行」（24時間）
    - 宅配便受付（24時間）

  - 宝くじ（24時間）
  - プロスポーツグッズコーナー「阪神タイガースショップ ミニショップ」（平日：9:00 - 18:00・土日祝：9:00 - 19:00）
- 給油・給電[4]
  - ガソリンスタンド「出光興産」（西日本宇佐美）、24時間）
  - EV急速充電スタンド（24時間）
- インフォメーションコーナー（平日：9:00 - 18:00・土日祝：9:00 - 19:00）[4]
- 無線LANサービス[4]
  - ソフトバンクWi-Fi
  - docomo Wi-Fi
  - W-NEXCO Free Wi-Fi
- ベビーカー貸し出し（平日：8:00 - 17:00・土日祝：7:00 - 17:00）[4]
- 自動体外式除細動器（AED）[4]
- ウェルカムゲート（24時間）[4]
  - 駐車場：20台
- ハイウェイスタンプ（24時間）[4]
- ETC利用履歴発行プリンター（24時間）[4]
- 車椅子貸し出し（24時間）[4]
- ドッグラン（24時間）[4]

### 下り線（岡山・広島方面）
- 駐車場[6]
  - 大型：62台
  - 小型：153台
  - 二輪：8台
  - トレーラー：5台
  - 身障者用
    - 大型：1台
    - 小型：5台
- トイレ[6]
  - 男性：大9（和式3・洋式6）・小28
  - 女性：34（和式6・洋式28）
  - 身障者用：2
  - ファミリートイレ１
- グルメ[6]
  - レストラン（7:00 - 22:00）
  - スナックコーナー（24時間）
  - スターバックスコーヒー（7:00 - 22:00）
  - ロッテリア（平日：6:00 - 24:00・土日祝：24時間）
- ショッピングコーナー[6]
  - ショッピング（24時間）
  - プロスポーツグッズコーナー「阪神タイガースショップ ミニショップ」（平日：8:00 - 17:00・土日祝：7:00 - 17:00）
- 給油・給電[6]
  - ガソリンスタンド「ENEOS」（西日本宇佐美）セルフ式、24時間）
  - EV急速充電スタンド（24時間）[6]
- ATM「セブン銀行」（24時間）[6]
- インフォメーションコーナー（平日：8:00 - 17:00・土日祝：7:00 - 17:00）[6]
- 無線LANサービス[6]
  - ソフトバンクWi-Fi
  - docomo Wi-Fi
  - W-NEXCO Free Wi-Fi
- ベビーカー貸し出し（平日：9:00 - 18:00・土日祝：9:00 - 19:00）[6]
- 自動体外式除細動器（AED）[6]
- ウェルカムゲート（24時間）[6]
  - 駐車場：6台
- ハイウェイスタンプ（24時間）[6]
- ETC利用履歴発行プリンター（24時間）[6]
- 車椅子貸し出し（24時間）[6]
- ドッグラン（24時間）[6]
- 自動販売機

## 隣
E2 山陽自動車道
(3) 三木東IC - 三木SA/SIC（SICは事業中） - (4) 三木小野IC